# Fußball-Europameisterschaft 2016/Russland

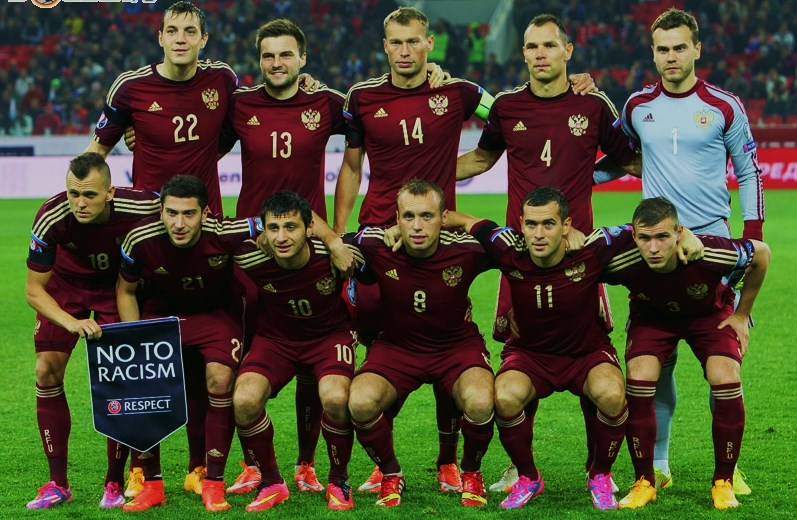
Die russische Mannschaft vor dem Qualifikationsspiel gegen Moldawien am 12. Oktober 2014

Dieser Artikel behandelt die russische Nationalmannschaft bei der Fußball-Europameisterschaft 2016 in Frankreich. Für Russland war es die fünfte Teilnahme und seitdem sich Russland 1996 erstmals als eigene Mannschaft qualifizieren konnte, verpassten die Russen nur einmal (2000) die Endrunde.

## Qualifikation

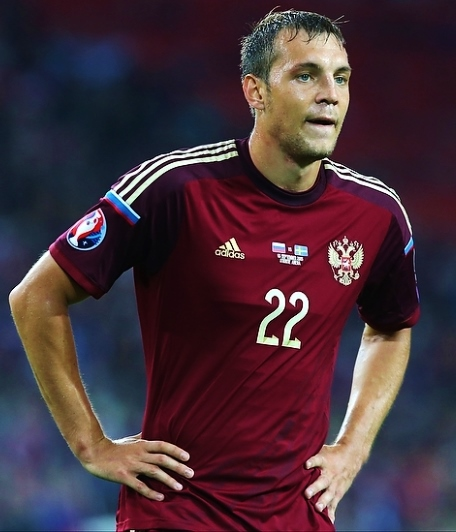
Artjom Dsjuba, bester Torschütze der Russen in den Qualifikationsspielen beim zweiten Spiel gegen Schweden

Russland, das bei der Gruppenauslosung in Topf 1 gesetzt war, absolvierte die Qualifikation zur Europameisterschaft in der Gruppe G. Nach dem Vorrundenaus bei der WM 2014 hatte Fabio Capello zwar die Russen noch in die Qualifikation geführt, am 14. Juli 2015 wurde er aber einen Monat nach einer Heimniederlage gegen Österreich entlassen. Unter seinem Nachfolger Leonid Sluzki konnten dann die restlichen vier Spiele gewonnen werden, sodass sich Russland als Gruppenzweiter für die EM-Endrunde qualifizierte. Gruppensieger wurde Österreich, das sich damit erstmals sportlich für die Endrunde qualifizierte. Die drittplatzierten Schweden konnten sich in den Playoffs der Gruppendritten gegen Dänemark durchsetzen.
Insgesamt setzten die beiden Trainer 34 Spieler ein, davon kam nur Torhüter Igor Akinfejew in allen zehn Spielen zum Einsatz. Je einmal fehlten Sergei Ignaschewitsch und Alexander Kokorin. Sieben Spieler konnten sich in die Torschützenliste eintragen, als bester russischer Torschütze Artjom Dsjuba mit acht Toren, der im zweiten Spiel gegen Liechtenstein vier Tore erzielte. Dsjuba war damit viertbester Torschütze der Qualifikation, hatte aber von den zehn besten Torschützen die geringste Einsatzzeit. Lediglich beim ersten Spiel unter Leonid Sluzki kam mit Oleg Kusmin ein Neuling zu seinem ersten Länderspieleinsatz. Beim 7:0 gegen Liechtenstein überbot Sergei Ignaschewitsch mit seinem 110. Länderspiel den russischen Rekord von Wiktor Onopko und wurde damit alleiniger russischer Rekordnationalspieler.
In der FIFA-Weltrangliste fielen die nach dem WM-Vorrundenaus auf Platz 23 gefallenen Russen während der Qualifikation sogar bis auf Platz 33 zurück, konnten sich am Ende aber wieder auf Platz 23 verbessern.

### Spiele
Alle Resultate aus russischer Sicht.
| Datum      | Spielort                             | Gegner        | Ergebnis        | Torschützen |
| ---------- | ------------------------------------ | ------------- | --------------- | --- |
| 08.09.2014 | Arena Chimki, Chimki                 | Liechtenstein | 4:0 (1:0)       | 1:0 Martin Büchel (4./Eigentor), 2:0 Franz Burgmeier (50./Eigentor), 3:0 Dmitri Kombarow (54./Elfmeter), 4:0 Artjom Dsjuba (65.)                                            |
| 09.10.2014 | Friends Arena, Solna (SWE)           | Schweden      | 1:1 (1:0)       | 1:0 Alexander Kokorin (10.), 1:1 Ola Toivonen (49.) |
| 12.10.2014 | Otkrytije Arena, Moskau              | Moldau        | 1:1 (0:0)       | 1:0 Artjom Dsjuba (73./Elfmeter), 1:1 Alexandru Epureanu (74.) |
| 15.11.2014 | Ernst-Happel-Stadion, Wien (AUT)     | Österreich    | 0:1 (0:0)       | 0:1 Rubin Okotie (73.) |
| 27.03.2015 | Stadion pod Goricom, Podgorica (MNE) | Montenegro    | 3:0 (Wertung) 1 | |
| 14.06.2015 | Otkrytije Arena, Moskau              | Österreich    | 0:1 (0:1)       | 0:1 Marc Janko (33.) |
| 05.09.2015 | Otkrytije Arena, Moskau              | Schweden      | 1:0 (1:0)       | 1:0 Artjom Dsjuba (38.) |
| 08.09.2015 | Rheinpark Stadion, Vaduz (LIE)       | Liechtenstein | 7:0 (3:0)       | 1:0 Artjom Dsjuba (21.), 2:0 Alexander Kokorin (40./Elfmeter), 3:0, 4:0 Artjom Dsjuba (45., 73.), 5:0 Fjodor Smolow (77.), 6:0 Alan Dsagojew (85.), 7:0 Artjom Dsjuba (90.) |
| 09.10.2015 | Stadionul Zimbru, Chișinău (MDA)     | Moldau        | 2:1 (0:0)       | 1:0 Sergei Ignaschewitsch (58.), 2:0 Artjom Dsjuba (78.), 2:1 Eugeniu Cebotaru (85.)                                                                                        |
| 12.10.2015 | Otkrytije Arena, Moskau              | Montenegro    | 2:0 (2:0)       | 1:0 Oleg Kusmin (33.), 2:0 Alexander Kokorin (37./Elfmeter) |

### Tabelle
| Pl.                     | Land          | Sp. | S | U | N | Tore    | Diff. | Punkte |
| ----------------------- | ------------- | --- | - | - | - | ------- | ----- | ------ |
| 1.                      | Österreich    | 10  | 9 | 1 | 0 | 022:500 | +17   | 28     |
| 2.                      | Russland      | 10  | 6 | 2 | 2 | 021:500 | +16   | 20     |
| 3.                      | Schweden      | 10  | 5 | 3 | 2 | 015:900 | +6    | 18     |
| 4.                      | Montenegro    | 10  | 3 | 2 | 5 | 010:130 | −3    | 11     |
| 5.                      | Liechtenstein | 10  | 1 | 2 | 7 | 002:260 | −24   | 05     |
| 6.                      | Moldau        | 10  | 0 | 2 | 8 | 004:160 | −12   | 02     |
| Stand: 12. Oktober 2015 |               |     |   |   |   |         |       |        |

## Vorbereitung
Nach dem Ende der Qualifikation gewannen die Russen am 14. November in Krasnodar gegen die ohne Cristiano Ronaldo angetretenen Portugiesen mit 1:0 und setzten dagegen mit Wladislaw Ignatjew einen Neuling ein, während die Portugiesen sogar vier Neulinge einsetzten. Drei Tage später verloren sie in Rostow am Don gegen EM-Teilnehmer Kroatien mit 1:3 und setzten dabei mit Artem Rebrow und Artur Jussupow erneut zwei Neulinge ein. Am 26. März 2016 wurde in Moskau mit 3:0 gegen Litauen gewonnen, wobei mit den beiden Torhütern Stanislaw Krizjuk und Guilherme Marinato sowie Ilja Maksimow drei Neulinge zu ihren ersten A-Länderspielen kamen. Drei Tage später verloren sie gegen EM-Gastgeber Frankreich in Saint-Denis mit 2:4. In der unmittelbaren EM-Vorbereitung verloren die Russen gegen Tschechien am 1. Juni in Innsbruck mit 1:2, wobei Roman Neustädter sein erstes Spiel für Russland bestritt. Serbien ist am 5. Juni in Monte Carlo letzter Testgegner.

## Kader
Am 21. Mai 2016 benannte Nationaltrainer Leonid Sluzki den Kader mit 23 Spielern. Es wurden Spieler aus acht Vereinen nominiert, die meisten (7) vom Meister ZSKA Moskau, gefolgt von sechs Spielern von Pokalsieger Zenit St. Petersburg. Nur Roman Neustädter, der als einziger Spieler noch ohne Länderspieleinsatz für Russland war, spielte nicht in Russland.
| Nr. | Position   | Name                  | Verein               | Geburts- datum | Länderspiel- einsätze | Länderspiel- tore | Debüt | EM-Spiele                    | Anzahl der Spiele | Tor | Gelbe Karte | Gelb-Rote Karte | Rote Karte |
| --- | ---------- | --------------------- | -------------------- | -------------- | --------------------- | ----------------- | ----- | ---------------------------- | ----------------- | --- | ----------- | --------------- | ---------- |
| 01  | Torhüter   | Igor Akinfejew        | ZSKA Moskau          | 8. Apr. 1986   | 88                    | 0                 | 2004  | 0 (2004), 5 (2008), 0 (2012) | 3                 |     |             |                 |            |
| 12  | Torhüter   | Juri Lodygin          | Zenit St. Petersburg | 26. Mai 1990   | 11                    | 0                 | 2013  |                              |                   |     |             |                 |            |
| 16  | Torhüter   | Guilherme Marinato    | Lokomotive Moskau    | 12. Dez. 1985  | 2                     | 0                 | 2016  |                              |                   |     |             |                 |            |
| 06  | Abwehr     | Alexei Beresuzki      | ZSKA Moskau          | 20. Juni 1982  | 57                    | 0                 | 2003  | 0 (2008), 3 (2012)           | 1                 |     |             |                 |            |
| 14  | Abwehr     | Wassili Beresuzki     | ZSKA Moskau          | 20. Juni 1982  | 96                    | 4                 | 2003  | 2 (2008)                     | 3                 | 1   |             |                 |            |
| 04  | Abwehr     | Sergei Ignaschewitsch | ZSKA Moskau          | 14. Juli 1979  | 118                   | 8                 | 2002  | 4 (2008), 3 (2012)           | 3                 |     |             |                 |            |
| 23  | Abwehr     | Dimitri Kombarow      | Spartak Moskau       | 22. Jan. 1987  | 39                    | 2                 | 2012  | 0 (2012)                     | 1                 |     |             |                 |            |
| 05  | Abwehr     | Roman Neustädter      | FC Schalke 04        | 18. Feb. 1988  | 4                     | 0                 | 2016  |                              | 2                 |     |             |                 |            |
| 02  | Abwehr     | Roman Schischkin      | Lokomotive Moskau    | 27. Jan. 1987  | 11                    | 0                 | 2007  |                              |                   |     |             |                 |            |
| 21  | Abwehr     | Georgi Schtschennikow | ZSKA Moskau          | 27. Apr. 1991  | 9                     | 0                 | 2012  |                              | 2                 |     | 1           |                 |            |
| 03  | Abwehr     | Igor Smolnikow        | Zenit St. Petersburg | 8. Aug. 1988   | 15                    | 0                 | 2013  |                              | 3                 |     |             |                 |            |
| 08  | Mittelfeld | Denis Gluschakow      | Spartak Moskau       | 27. Jan. 1987  | 44                    | 4                 | 2011  | 1 (2012)                     | 3                 | 1   |             |                 |            |
| 13  | Mittelfeld | Alexander Golowin     | ZSKA Moskau          | 30. Mai 1996   | 6                     | 2                 | 2015  |                              | 3                 |     |             |                 |            |
| 18  | Mittelfeld | Oleg Iwanow           | Terek Grosny         | 4. Aug. 1986   | 5                     | 0                 | 2015  | 0 (2008)                     |                   |     |             |                 |            |
| 07  | Mittelfeld | Artur Jussupow        | Zenit St. Petersburg | 1. Sep. 1989   | 2                     | 0                 | 2015  |                              |                   |     |             |                 |            |
| 11  | Mittelfeld | Pawel Mamajew         | FK Krasnodar         | 17. Sep. 1988  | 13                    | 0                 | 2010  |                              | 3                 |     | 1           |                 |            |
| 19  | Mittelfeld | Alexander Samedow     | Lokomotive Moskau    | 19. Juli 1984  | 28                    | 3                 | 2011  |                              | 1                 |     |             |                 |            |
| 17  | Mittelfeld | Oleg Schatow          | Zenit St. Petersburg | 29. Juli 1990  | 24                    | 2                 | 2013  |                              | 2                 |     |             |                 |            |
| 15  | Mittelfeld | Roman Schirokow       | ZSKA Moskau          | 6. Juli 1981   | 55                    | 13                | 2008  | 1 (2008), 3 (2012)           | 3                 |     |             |                 |            |
| 20  | Mittelfeld | Dmitri Torbinski      | FK Krasnodar         | 28. Apr. 1984  | 30                    | 2                 | 2007  | 3 (2008)                     |                   |     |             |                 |            |
| 22  | Angriff    | Artjom Dsjuba         | Zenit St. Petersburg | 22. Aug. 1988  | 19                    | 9                 | 2011  |                              | 3                 |     |             |                 |            |
| 09  | Angriff    | Alexander Kokorin     | Zenit St. Petersburg | 19. März 1991  | 40                    | 12                | 2011  | 1 (2012)                     | 3                 |     |             |                 |            |
| 10  | Angriff    | Fjodor Smolow         | FK Krasnodar         | 9. Feb. 1990   | 15                    | 5                 | 2012  |                              | 3                 |     |             |                 |            |

Trainer: Leonid Sluzki

### Spieler, die nur im vorläufigen Kader standen
Am 21. Mai 2016 zog sich Alan Dsagojew im Meisterschaftsspiel einen Mittelfußbruch zu und wurde durch Dmitri Torbinski ersetzt. Am 6. Juni wurde Igor Denissow durch Artur Jussupow ersetzt, nachdem sich ersterer im Testspiel gegen Serbien am 5. Juni eine Oberschenkelverletzung zugezogen hatte.
| Position   | Name          | Verein        | Länderspiel- einsätze | Länderspiel- tore | Geburts- datum | Debüt | EM-Spiele |
| ---------- | ------------- | ------------- | --------------------- | ----------------- | -------------- | ----- | --------- |
| Mittelfeld | Igor Denissow | Dynamo Moskau | 54                    | 0                 | 17.05.1984     | 2008  | 3 (2012)  |
| Mittelfeld | Alan Dsagojew | ZSKA Moskau   | 49                    | 9                 | 17.06.1990     | 2008  | 3 (2012)  |

Anmerkungen:

## Endrunde
Bei der am 12. Dezember 2015 stattgefundenen Auslosung der sechs Endrundengruppen waren die Russen nur in Topf 2 gesetzt, so dass die Gefahr bestand, dass sie bereits in der Gruppenphase auf Gastgeber Frankreich, Titelverteidiger Spanien oder Weltmeister Deutschland treffen würden. Letztlich wurden sie der Gruppe B mit England zugelost. Weitere Gegner waren die beiden EM-Neulinge Slowakei und Wales, womit dies die einzige Gruppe mit zwei Neulingen ist. Gegen England, auf das sie bereits im ersten Gruppenspiel trafen, gab es zuvor erst zwei Spiele, beide in der Qualifikation zur EM 2008, wovon beide je ein Spiel gewannen. Nachdem die Russen in der 73. Minute durch einen von Eric Dier direkt verwandelten Freistoß in Rückstand geraten waren, gelang ihnen durch Kapitän Wassili Beresuzki in der Nachspielzeit noch der überraschende Ausgleich. Gegen die Slowakei, gegen die es zuvor in acht Spielen je drei Siege und Remis sowie zwei Niederlagen gegeben hatte, verloren sie mit 1:2, so dass die Bilanz gegen die Slowaken nun ausgeglichen ist. Im letzten Gruppenspiel gegen Wales, gegen das sie zuvor dreimal gewonnen und einmal remis gespielt hatten, mussten sie gewinnen, um noch das Achtelfinale zu erreichen. Sie gerieten aber bereits in der 11. Minute mit 0:1 in Rückstand und mussten später noch zwei weitere Gegentore hinnehmen, so dass sie erstmals gegen die Waliser verloren und als Gruppenletzte ausschieden. Weitere Gegentore verhinderte nur Torhüter Akinfejew, der vom Kicker als einziger Russe eine befriedigende Note erhielt, während die Leistungen seiner Mitspieler durchweg als „mangelhaft“ oder „ungenügend“ bewertet wurden. Nach dem Aus stellte Nationaltrainer Sluzki sein Amt zur Verfügung.
Mit nun insgesamt zehn EM-Spielen wurde Rekordnationalspieler Sergei Ignaschewitsch nun auch EM-Rekordspieler der Russen.
Am 30. Juni trat Nationaltrainer Leonid Sluzki von seinem Posten zurück.
Durch die EM-Spiele verlor Russland in der FIFA-Weltrangliste 100 Punkte und neun Plätze.

### Gruppenphase
| Pl. | Land     | Sp. | S | U | N | Tore    | Diff. | Punkte |
| --- | -------- | --- | - | - | - | ------- | ----- | ------ |
| 1.  | Wales    | 3   | 2 | 0 | 1 | 006:300 | +3    | 06     |
| 2.  | England  | 3   | 1 | 2 | 0 | 003:200 | +1    | 05     |
| 3.  | Slowakei | 3   | 1 | 1 | 1 | 003:300 | ±0    | 04     |
| 4.  | Russland | 3   | 0 | 1 | 2 | 002:600 | −4    | 01     |

|                                                              |   |          |           |
| Sa., 11. Juni 2016 um 21:00 Uhr in Marseille                 |   |          |           |
| England                                                      | – | Russland | 1:1 (0:0) |
| Mi., 15. Juni 2016 um 15:00 Uhr in Villeneuve-d’Ascq (Lille) |   |          |           |
| Russland                                                     | – | Slowakei | 1:2 (0:2) |
| Mo., 20. Juni 2016 um 21:00 Uhr in Toulouse                  |   |          |           |
| Russland                                                     | – | Wales    | 0:3 (0:2) |